# Susan Pevensie
Pour les autres membres de la famille, voir Pevensie.
Susan Pevensie est la deuxième des quatre enfants Pevensie qui font partie des personnages principaux de la série de romans Le Monde de Narnia de C. S. Lewis. Elle apparaît dans trois des sept tomes: Le Lion, la Sorcière blanche et l'Armoire magique, Le Prince Caspian et Le Cheval et son écuyer, elle est mentionnée dans La Dernière Bataille et est la seule enfant Pevensie qui y survive.
Dans le deuxième et troisième tome, Susan est une des reines de Narnia connue sous le nom de « Susan la Douce ».
Dans les films réalisés par Walt Disney Pictures et 20th Century Fox, Susan Pevensie est interprétée par l'actrice britannique Anna Popplewell. C'est Sophie Winkleman qui l'interprète lorsque Susan est plus âgée (dans le premier chapitre).

## Biographie

### Généralités
Susan est née au plus tôt en 1928 et n'a que 12 ans quand elle apparaît dans Le Lion, la Sorcière blanche et l'Armoire magique. Lors de La Dernière Bataille, elle a sans doute 20–21 ans.

### Le Lion, la Sorcière blanche et l'Armoire magique
Dans Le Lion, la Sorcière blanche et l'Armoire magique, Susan se voit donner un arc et des flèches par le Père Noël, ainsi qu'une trompe magique en ivoire pour sonner aux temps difficiles pour apporter l'aide. Lorsque les castors évoquèrent le nom d'Aslan, elle avait eu l'impression d'être entourée de musique et de parfum. Susan montre son excellence au tir à l'arc, mais il lui est conseillé de rester hors de la bataille. Avec sa sœur Lucy, elle est témoin de la mort d'Aslan et de sa résurrection sur la Table en pierre. Après la bataille, elle est couronnée comme Reine de Narnia par Aslan et partage la monarchie avec ses frères Peter et Edmund et sa sœur Lucy. Elle devient connue plus tard comme Reine Susan la Douce. La période de leur règne est considérée comme l'Âge d'or de Narnia.
Partout dans le livre, Susan est la voix de la prudence, de la sensibilité et du sens pratique.

### Le Cheval et son écuyer
Dans cette aventure qui raconte ce qui s'est passé pendant qu'elle, Lucy et ses frères étaient rois et reines de Narnia, elle part avec son frère Edmund et le faune Tumnus à la cité de Tashbaan dans le pays Calormen pour représenter le royaume de Narnia. Mais pendant son séjour, le prince Rabadash tombe fou amoureux d'elle et la demande en mariage, ce qu'elle refuse à cause de sa barbarie. Sachant que le prince ferait tout pour qu'elle devienne sa femme, elle s'évade du pays Calormen en bateau avec Edmund et Tumnus. Fou de rage, le prince Rabadash, avec l'autorisation de son père, prépare une armée de 200 hommes pour envahir le pays Archenland puis Narnia. Son dessein est d'écraser ces deux pays, de retrouver Susan et de la forcer à l'épouser, après avoir tué Lucy et ses frères. Mais Aravis (l'héroïne de ce roman) entend le plan, et prévient son compagnon Shasta qui parvient à atteindre Narnia (avec l'aide d'Aslan) pour les prévenir du danger. Il participe à la bataille d'Anvard du royaume Archenland que les Narniens et le Archenlandais gagnent. Ainsi Susan ne devient pas la femme de Rabadash.

### Le Prince Caspian
Susan joue un rôle important dans les aventures de Prince Caspian. Sa corne est une relique ancienne donnée au futur Roi Caspian X par son tuteur, le magicien demi-nain Cornelius. Quand la survie du peuple des Narniens est menacée par le Roi Miraz l'Usurpateur, Caspian sonne de la corne et les Pevensie sont transférés par magie d'une station de chemin de fer en Angleterre à Narnia. Par l'utilisation de l'arc et des flèches qu'elle a récupérées de la ruine de Cair Paravel, Susan prouve ses prouesses légendaires au tir à l'arc en vainquant Trompillon le nain à une compétition sympathique.
Mais on découvre également un aspect moins sympathique de son caractère : Susan est autoritaire et craintive, et peut se montrer très désagréable avec ses frères et sœurs lorsque la situation la dépasse et qu'elle doit faire confiance sans maîtriser la situation. Par exemple, lorsque Lucy raconte avoir rencontré Aslan qui lui a ordonné de le suivre avec sa famille, Susan refuse de croire sa sœur et l'humilie. Aslan dit à Susan qu'elle a « écouté des peurs », mais le souffle puissant de lion restitue bientôt sa foi et elle se plonge dans leurs aventures aussi profondément que dans le premier livre. Elle accompagne plus tard Lucy quand Aslan réanime la forêt et les rivières de Narnia. Selon la conclusion du livre Prince Caspian, Aslan dit qu'elle et Peter n'entreront jamais dans Narnia à nouveau parce qu'ils sont devenus trop vieux.

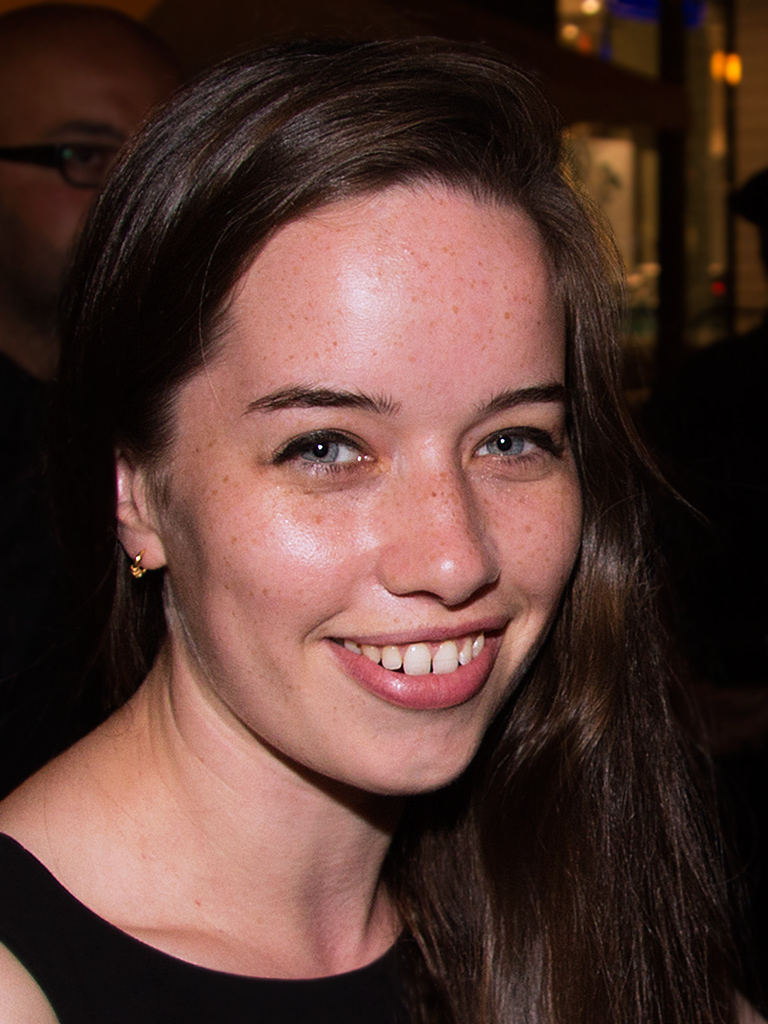
Anna Popplewell au Festival du Film de Toronto en 2013

### La Dernière Bataille
Dans le dernier ouvrage, on apprend que Susan a pris du recul par rapport à ses aventures dans le monde de Narnia : elle renie Narnia, et refuse de passer du temps à en parler avec ses frères et sœurs. Selon eux, elle a décidé de mener une autre vie et ne s'intéresse plus qu'« aux bas de soie, au nylon, au rouge à lèvres et aux invitations ». Elle n'est donc pas dans le train au moment de l'accident et est la seule rescapée de sa famille.

## Adaptations
Dans l'adaptation cinématographique de Walt Disney, elle connaît une petite romance avec Caspian, amour impossible puisqu'elle a « 1 300 ans de plus que lui ». Contrairement au livre où elle ne participe à aucune bataille, son personnage participe activement à la guerre contre les Telmarins. Elle est jouée par Anna Popplewell.

### Etudes
Philippe Maxence, Le Monde de Narnia décrypté, Presses de la Renaissance, 2005, 281 p. (ISBN 2-7509-0172-3)